# Aktöbei repülőtér
Az Aktöbei repülőtér (Kazak nyelven: Aqtóbe halyqaralyq áýejaıy; orosz nyelven: Международный аэропорт Актобе) (IATA: AKX, ICAO: UATT) Kazahsztán egyik nemzetközi repülőtere, amely Aktöbe közelében található. Éves utasforgalma 338 138 fő (2016).

## Futópályák
A repülőtér futópályái:
- 13/31

## Forgalom
Az utasforgalom az elmúlt években az alábbi módon változott:
| Utasok száma | 288 076 | 297 228 | 321 800 | 344 333 | 338 138 | 411 248 | 411 248 |
|              | 2012    | 2013    | 2014    | 2015    | 2016    | 2017    | 2018    |